# Kylie + Garibay
Kylie + Garibay è il secondo EP collaborativo tra la cantante australiana Kylie Minogue e il produttore statunitense Fernando Garibay, pubblicato nel 2015.

## Tracce
1. Black and White (featuring Shaggy) – 3:37
2. If I Can't Have You (featuring Sam Sparro) – 3:37
3. Your Body (featuring Giorgio Moroder) – 5:07